# José Ramón Prado Bugallo
José Ramón Prado Bugallo (meglio conosciuto con il soprannome di Sito Miñanco; Cambados, 23 settembre 1955) è un criminale spagnolo, implicato nel contrabbando di tabacco e nel traffico di droga dal Sud America.

## Biografia
Nato in Galizia da una famiglia di umili pescatori, mosse i primi passi nel mondo del crimine contrabbandando tabacco per Vicente Otero Pérez, formando poi, in associazione con Ramiro Martínez Señoráns e Olegario Falcón Piñeiro, il gruppo criminale noto come ROS. Nel 1983 venne imprigionato nel carcere di Carabanchel, dove conobbe Jorge Luis Ochoa del Cartello di Medellín, imprigionato nella stessa struttura.
Una volta libero, Sito Miñanco iniziò a muoversi nel più redditizio mercato della cocaina, costituendo una rete di trafficanti attiva a Panama, dove strinse rapporti con personaggi vicini all'allora uomo forte dello stato centroamericano, il generale Manuel Noriega. Strinse contatti anche con il narco honduregno Juan Matta-Ballesteros, allora uomo cardine del traffico di droga nell'America centrale. 
Nel 1986 acquistò la squadra di calcio della sua città natale, la Juventud Cambados, coltivando un'immagine di filantropo e Robin Hood. Nel 1990 venne condannato a venti anni di carcere per aver importato 279 chili di cocaina. Liberato dopo sette anni, fu nuovamente arrestato nel 1997 a Vigo in relazione al sequestro di sei tonnellate di hashish. Nel 2004 fu condannato ad altri sedici anni e sei mesi di carcere e ad una multa di 390 milioni per aver supervisionato il trasbordo, in acque internazionali, di cinque tonnellate di cocaina provenienti dalla Guyana francese. Il 10 giugno 2011, mentre era detenuto nel carcere di Algeciras, Sito Miñanco ricevette un permesso di tre giorni. Successivamente, in seguito ad indagini delle autorità competenti, emerse che il permesso era stato dato senza passare per le pratiche burocratiche necessarie, e che il direttore del carcere, poi destituito, Francisco Sanz, aveva ricevuto, da parte del narcotrafficante, numerosi regali per il miglioramento delle condizioni carcerarie del prigioniero. Nel 2015 venne scarcerato ed iniziò a lavorare in un parcheggio ad Algeciras. Tuttavia, è stato nuovamente arrestato il 5 febbraio 2018 per aver ripreso la sua attività di narcotrafficante. 